# گورستان روضه‌الشهیدین
گورستان روضه الشهیدین (به عربی: روضة شهداء المقاومة الاسلامية) آرامگاه سربازان حزب‌الله لبنان است که در جنوب بیروت واقع شده‌است. ربیع وهبی (سراج) و هادی نصرالله اولین افرادی بودند که در سال ۱۹۹۸ در این مکان بخاک سپرده شد.

## ادای احترام وزیر خارجه ایران
محمد جواد ظریف وزیر امور خارجه ایران در جریان سفر خود به بیروت در سال ۱۳۹۳ در این گورستان حضور یافت و ادای احترام کرد. این اقدام وی واکنش تند رسانه‌های اسرائیلی را در پی داشت و کاخ سفید نیز از او انتقاد کرد. پیش از آن وزیر فرهنگ و ارشاد اسلامی ایران، سید محمد حسینی نیز از این گورستان بازدید کرده بود.

## تدفین چهار تن از محافظان سفارت ایران
چهار تن از محافظان سفارت ایران در بیروت که در جریان بمب‌گذاری سال ۱۳۹۲ کشته شدند نیز در این گورستان دفن شده‌اند.

## بمب‌گذاری
این گورستان یکبار در سال ۱۳۹۲ مورد حمله قرار گرفت.